# Goreangab-Damm

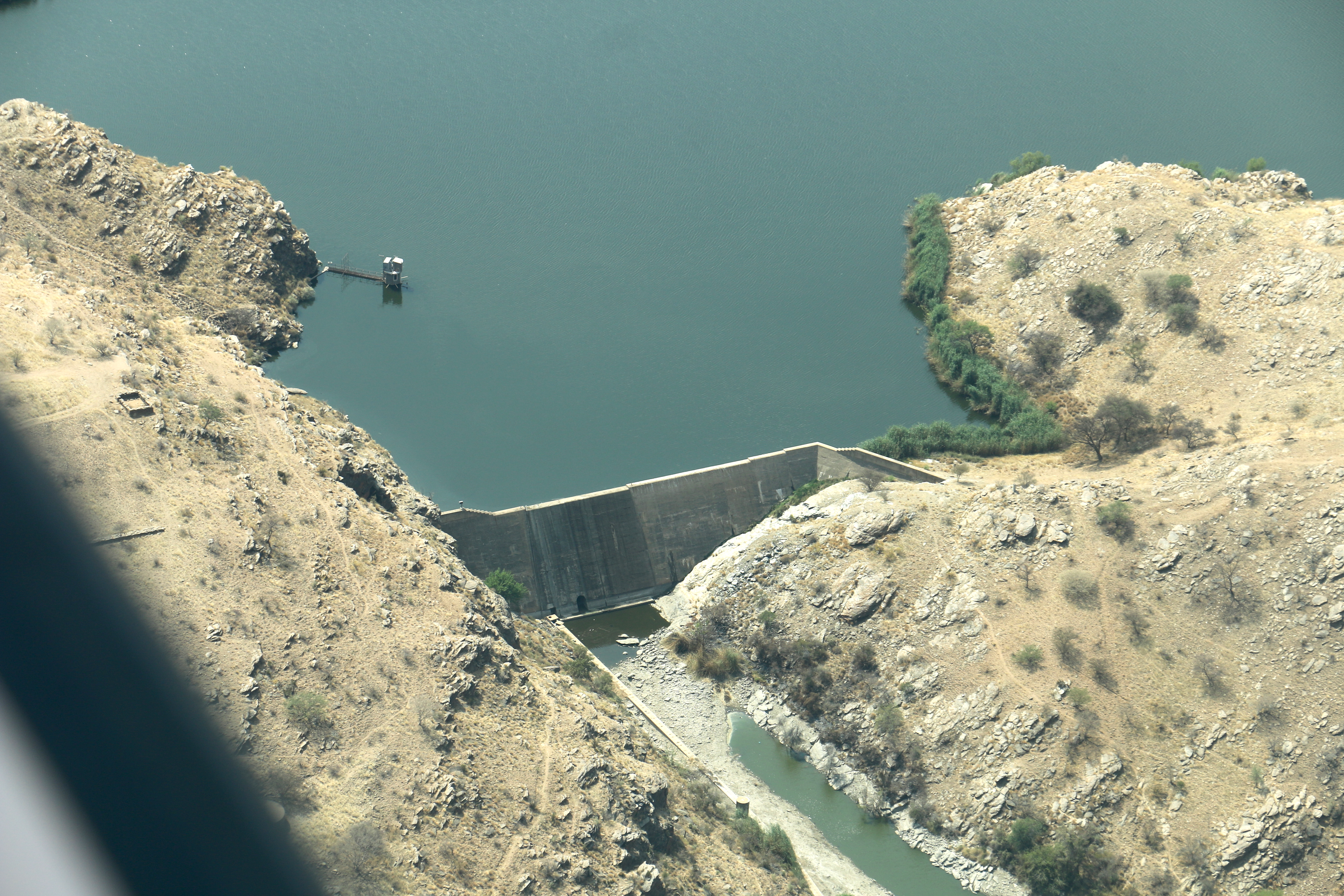
Goreangab-Damm aus der Vogelperspektive

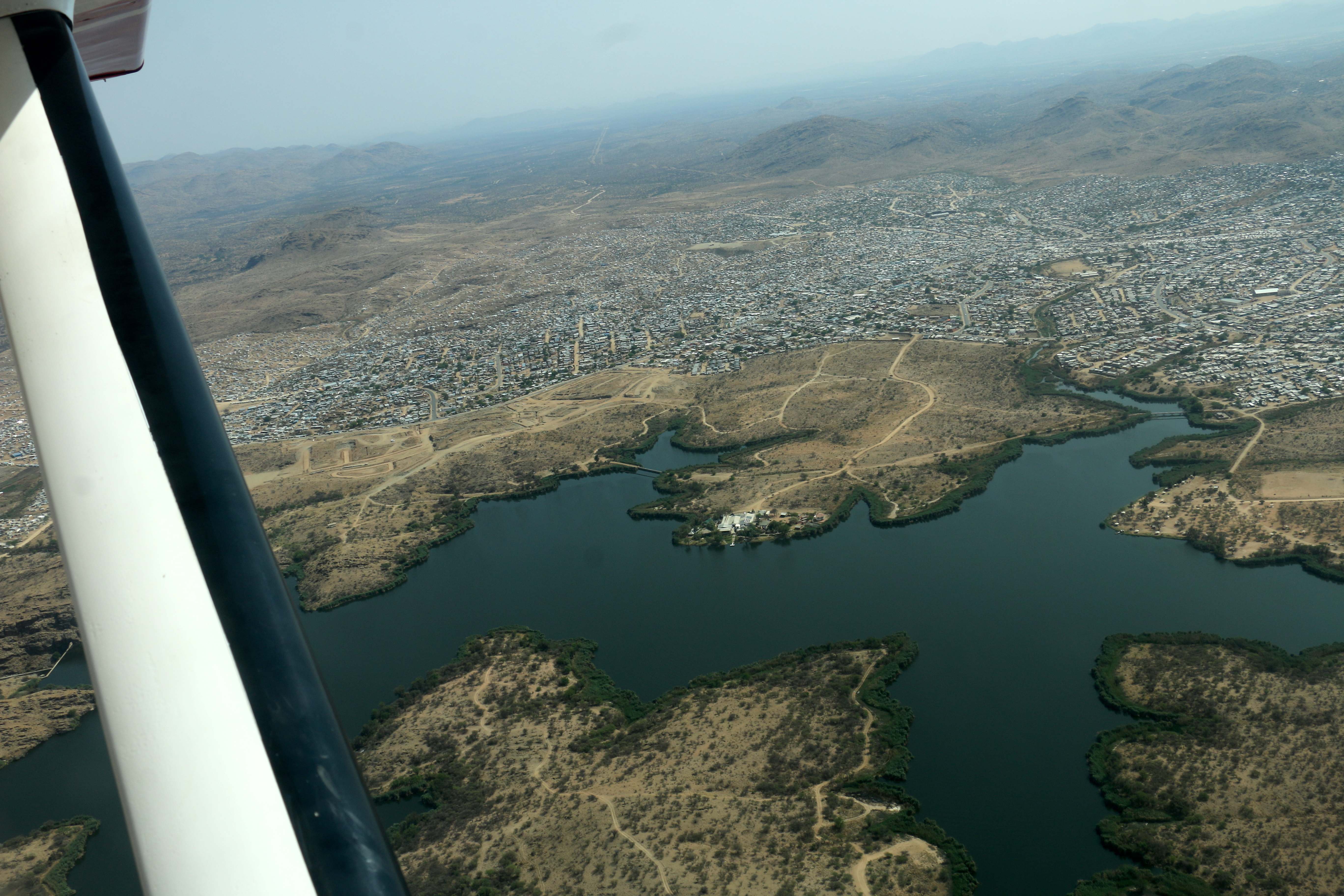
Goreangab-Damm aus der Vogelperspektive

Der Goreangab-Damm (englisch Goreangab Dam) ist eine Talsperre im Nordwesten von Windhoek, der Hauptstadt von Namibia. Sie ist Teil der Vorstadt Goreangab. Der Stausee wird vom Trockenfluss bzw. Rivier Arebbusch River gespeist. Der Abfluss wird Otjiseru genannt.
Der Goreangab-Damm entstand im Jahr 1958 und hat ein Stauvolumen von 3,6 Millionen Kubikmetern.

## Vorgeschichte und Entstehung
Der ursprüngliche Grund für die Entstehung einer Siedlung an Stelle des heutigen Windhoek war unter anderem die Tatsache, dass es hier sowohl kalte als auch heiße Wasserquellen gab. Mit zunehmendem Bevölkerungswachstum nahm auch die Ausbeutung dieser Wasserressourcen zu. Außerdem wurden über die Jahrzehnte hinweg viele neue Brunnen gegraben. Als Folge hieraus sank der Grundwasserspiegel bald ab, so dass, bereits 1912, noch zur Zeit von Deutsch-Südwestafrika, ein erster Brunnen mittels Tiefenbohrung hergestellt werden musste.
Bevor der Avis-Damm im Jahr 1933 mit einem Wasservolumen von 2,4 Millionen Kubikmetern geschaffen wurde, blieb das Grundwasser die einzige Wasserressource Windhoeks. Weil der Avis-Damm jedoch über ein sehr kleines Einzugsgebiet verfügt und daher in vielen Jahren witterungsbedingt überhaupt kein Wasser zur Verfügung stellen konnte, wurde 1958 der Goreangab-Damm angelegt. Heute hat der Goreangab-Damm den Avis-Damm als Wasserspeicher der Stadt Windhoek weitestgehend abgelöst: Der Avis-Damm wird derzeit nur noch als Erholungsgebiet genutzt.
Bis in die Mitte der 1980er Jahre wurde der See vor allem von Windhoekern für Wassersportveranstaltungen, darunter Segeln genutzt. Mit Eingliederung in das Stadtgebiet und Ausbreitung der Wohnviertel ging die Freizeitnutzung jedoch komplett zurück.
Das Einzugsgebiet hat eine Größe von etwa 140 km².
Wasserqualität

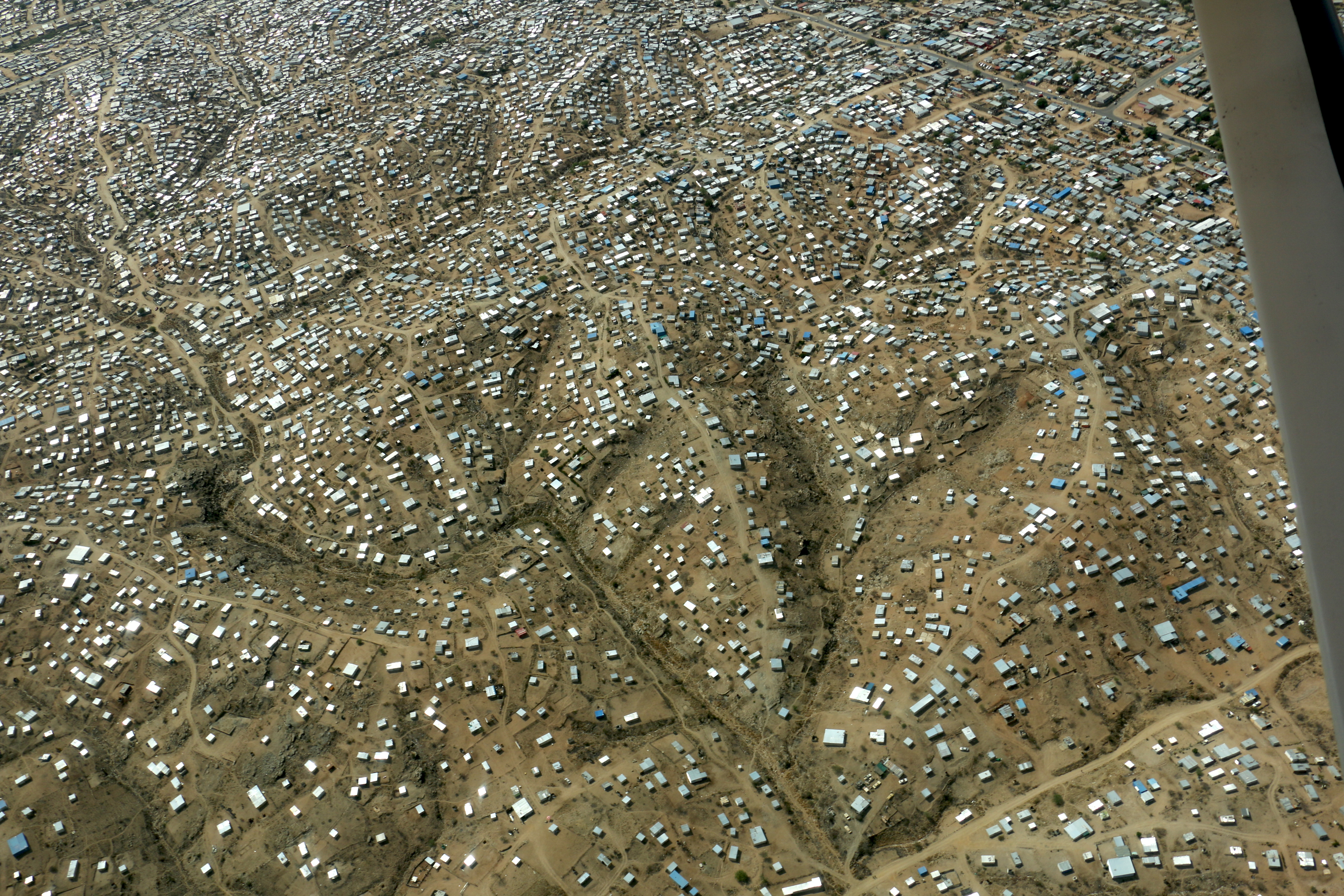
Agglomeration um den Goreangab-Damm

Im Zuge des schnell voranschreitenden Bevölkerungswachstums in der Agglomeration Windhoek ist es in letzter Zeit zu einer immer größeren Herausforderung geworden, die hohe Wasserqualität des Goreangab-Damms zu bewahren. Insbesondere die rasante Ausdehnung von großflächigen Slums in der Peripherie der Großstadt tragen hierbei zur verstärkten Belastung des Wassers bei. Seit etwa 1990 ist eine kontinuierliche Verschlechterung der Wasserqualität des Stausees zu beobachten.

## Entwicklungsprojekte

### Wasseraufbereitungsanlage
Seit 1967 steht der Goreangab-Damm in unmittelbarem Zusammenhang mit einer Wasseraufbereitungsanlage, der Goreangab Water Reclamation Plant, welche damals durch die Stadt Windhoek in Auftrag gegeben und finanziert wurde, um den knappen Wasserressourcen der Stadt entgegenzuwirken. Diese, dem Stausee vorgelagerte, Wasseraufbereitungsanlage ist bis heute die einzige Anlage ihrer Art weltweit, welche kommunale Abwässer für deren unmittelbare Nutzung als Trinkwasser aufbereitet.
Die Anlage wurde zuletzt 2002 auf den technologisch neuesten Stand gebracht. 2006 erhielt die Goreangab Water Reclamation Plant die Zertifizierung nach ISO 9001.

### Windhoek River Walk Project
Unter private Initiative ist im Rahmen des Windhoek River Walk Project einen 20 Kilometer langen Wanderweg im Klein-Windhoek-Rivier von Goreangab bis zum Avis-Damm vorgesehen. Dieser soll befestigte Lauf- und Radwege sowie weitere Einrichtungen einschließen. Hierfür sind Ausgaben in Höhe von 150 Millionen Namibia-Dollar eingeplant.

### Penduka Cultural Centre
Am Goreangab-Damm befindet sich seit 1992 das Selbsthilfe-Zentrum Penduka, wo Frauen Handarbeiten, Kunstgegenstände sowie Möbel aus Pappmaché zum Verkauf anbieten. Zur Zeit beschäftigt der Penduka Cultural Centre 100 Mitarbeiter, wobei mehr als 4000 Menschen von der Arbeit dieses Selbsthilfe-Zentrums auf finanzieller Ebene profitieren (Stand 2010). Der Penduka Cultural Centre wurde ursprünglich von einer Holländerin gegründet und hilft Frauen, ein finanziell unabhängiges Leben zu führen. Unter anderem sind hier viele Frauen mit Gehbehinderungen beschäftigt. Außerdem tut das Zentrum viel für AIDS- und Tuberkulose-Kranke, also im Hinblick auf die beiden Krankheiten, welche in Namibia derzeit das größte Gesundheitsproblem darstellen.
Der Penduka Cultural Centre ist ein erklärter Gegner der geplanten Windhoek Waterfront, da die gemeinnützige Organisation negative Auswirkungen der geplanten Entwicklungen auf ihre Arbeit befürchtet. Die Leitung des Waterfront-Projektes vertritt hingegen die Auffassung, dass auch der Penduka von den geplanten Entwicklungen rund um den Goreangab-Damm nachhaltig profitieren wird. In jüngster Zeit wurde von Seiten des Penduka vergeblich versucht, das Land, auf welchem sich das Zentrum befindet, zu kaufen.

### Windhoek Waterfront
Seit Mitte 2009 planten Investoren den Bau einer Waterfront am Goreangab-Damm. Diese soll Restaurants, Geschäfte, Schulen und Ärzte beheimaten. Laut Projektleitung soll diese wirtschaftliche Aufwertung des Stausees mehr als 4000 Arbeitsplätze innerhalb von vier Jahren schaffen und maßgeblich zum Prestige des unmittelbar benachbarten, dicht bevölkerten Windhoeker Stadtteils Katutura beitragen. Als Kunden der neuen Einkaufszentren sollen besonders die Bewohner Katuturas, welche derzeit ihren Einkäufen vor allem im Stadtzentrum von Windhoek nachgehen, gewonnen werden, indem diesen Menschen eine nahe an ihrem Wohnort gelegene Alternative geboten wird. 2021 wurde die erste von drei Bauphasen der Windhoek Waterfront abgeschlossen.